# 岡田治衛武
岡田 治衛武（おかだ じえむ、1860年1月2日（安政6年12月10日） - 大正年間没）は、日本の実業家。政治家、衆議院議員（2期）。

## 経歴
岡田治右衛門の長男として、長門国美祢郡伊佐村（現美祢市）に生まれる。漢学を学ぶ。村会議員、同議長、山口県会議員、共栄汽船社長、大日本製薬(株)専務取締役、総武鉄道(株)顧問、真宗信徒生命保険会社社長、徴兵保険、武蔵電気鉄道各(株)社長となる。
1902年の第7回衆議院議員総選挙において山口県郡部から立憲政友会公認で立候補したが落選。1903年の第8回衆議院議員総選挙において無所属で立候補して初当選する。1904年の第9回衆議院議員総選挙ではトップで再選。衆議院議員を2期務め、1908年の第10回衆議院議員総選挙では大同倶楽部公認で立候補したが落選した。